# Odalisca Breedy
Odalisca Breedy Shadid (Limón, Costa Rica, 3 de noviembre de 1956) es una científica costarricense. 

## Trayectoria
Nació en Limón, siendo sus padres Amil Breedy Jalet y Odalisca Shadid Chaina.
A nivel mundial, Odalisca forma parte del selecto grupo de ocho expertos en OctocoralliaI (octocorales o corales suaves), una subclase de corales. Realizó la totalidad de sus estudios en Costa Rica. Se inició como científica a los cuarenta años, cuando terminó de criar a sus cuatro hijos. Es licenciada en Biología Marina de la Universidad de Costa Rica. y cuenta con una maestría en Biología y un doctorado en Ciencias de esta misma universidad.
Breedy ha trabajado como investigadora en distintas instituciones de la Universidad de Costa Rica. Entre ellas, se encuentran el Centro de Investigación en Ciencias del Mar y Limnología (CIMAR), el Centro de Investigación en Estructuras Microscópicas (CIEMIC), el Museo de Zoología y la Escuela de Biología. Además, dirige investigaciones con el Instituto Smithsonian de Estudios Tropicales, en Panamá. Ha descrito treinta y un especies, un género y una familia de corales, anteriormente desconocidos para la ciencia. Ha publicado más de veinte artículos académicos.

## Reconocimientos
En el año 2014, obtuvo el reconocimiento de la Academia Nacional de Ciencias (ANC) y del Ministerio de Ciencia, Tecnología y Telecomunicaciones (MICITT) como la científica más destacada del año por sus invaluables aportes a la biología. Fue la tercera mujer en recibir este reconocimiento.